# Philippe Mathé-Curtz
Philipp Wilhelm Matthias Kurtz ou Philippe Mathé-Curtz en français, dit Curtius, né le 30 janvier 1737 à Stockach, et mort le 26 septembre 1794 à Ivry-sur-Seine, est un médecin, anatomiste et sculpteur sur cire franco-allemand.

## Biographie
Ayant quitté l’Allemagne pour aller s’installer en Suisse, à Berne, dans les années 1760, Curtius engage une femme de ménage française, Anne Made, jeune veuve accompagnée de son bébé Marie Grosholtz, future Madame Tussaud, née en 1761.
Celui-ci, anatomiste, était également sculpteur sur cire, technique qu’il utilise principalement pour illustrer l’anatomie. Il se lança plus tard dans les portraits. L’absence de son père et sa présence dans la maison du docteur Curtius firent que Marie l’appelait son oncle.
En 1765, il s’installe à Paris pour y monter un cabinet de portraits en cire et laisse Marie et sa mère à Berne. Il réalise un portrait de Madame du Barry, maîtresse de Louis XV. Ce portrait est le plus vieux modèle encore exposé.
En 1767, il fait venir Marie et sa mère à Paris. En 1770, il expose pour la première fois ses réalisations en cire et attire une importante foule. L’exposition est déplacée au Palais-Royal en 1776. C'est là qu'en 1789 sont pris les bustes du duc d'Orléans et de Necker (après le renvoi de ce dernier par Louis XVI) qu'on voit sur une gouache de Jean-Baptiste Lesueur conservée au musée Carnavalet, Première scène de la Révolution Française à Paris, ostentation des bustes du duc d'Orléans et de Necker, le 12 juillet 1789.
Il apprend à Marie l’art du modelage en cire, la fait travailler pour lui. Montrant un talent certain, sa première réalisation est le visage de Voltaire, en 1777. Elle réalisera aussi celui de Jean-Jacques Rousseau, en 1778 et, à la même époque, le portrait de Benjamin Franklin.
En 1782, il ouvre, boulevard du Temple, un second lieu d’exposition, la Caverne des Grands Voleurs, précurseur de la Chambre des horreurs.
Parmi les personnes représentées figuraient notamment des membres de la famille royale et des princes étrangers : Louis XIV, Marie-Antoinette, le Dauphin et Madame Royale... Des personnalités étrangères, héros de la Guerre d'Indépendance, le Grand Turc (avec membres du harem), Haidar Alî, l'empereur de Chine... L'exposition comportait aussi des "tableaux" : le Grand couvert à Versailles ; les ambassadeurs de Tipû Sâhib ; Les grandes figures des Lumières : Voltaire, Rousseau, Simon-Nicolas-Henri Linguet, Buffon.
Parmi les autres personnalités : deux aéronautes Jean-Pierre Blanchard et Jean-François Pilâtre de Rozier, ainsi que Louise Contat, actrice, Tarrare, phénomène, Giuseppe Pinetti, magicien, Cagliostro, lié à l'affaire du Collier, Franz-Anton Mesmer (spécialiste du magnétisme animal). Au nombre des scélérats représentés figuraient Cartouche, Louis Mandrin, Marie Catherine Taperet, qui fit assassiner son mari, Antoine-François Desrues, empoisonneur...
À sa mort, en 1794, Curtius lègue sa collection d’œuvres en cire à Marie, qui épouse, l’année suivante, François Tussaud, qu’elle quitte sept ans plus tard pour se rendre à Londres.